# Rio Werra
O rio Werra é um curso de água da Alemanha central, afluente pela margem direita do rio Weser. Definia parte da fronteira interna alemã durante a existência da Alemanha Ocidental e Alemanha Oriental (1949-1990). Banha as cidades de Hildburghausen, Meiningen, Bad Salzungen, Tiefenort, Merkers, Philippsthal, Gerstungen, Wanfried, Eschwege, Witzenhausen e Hann. Münden.

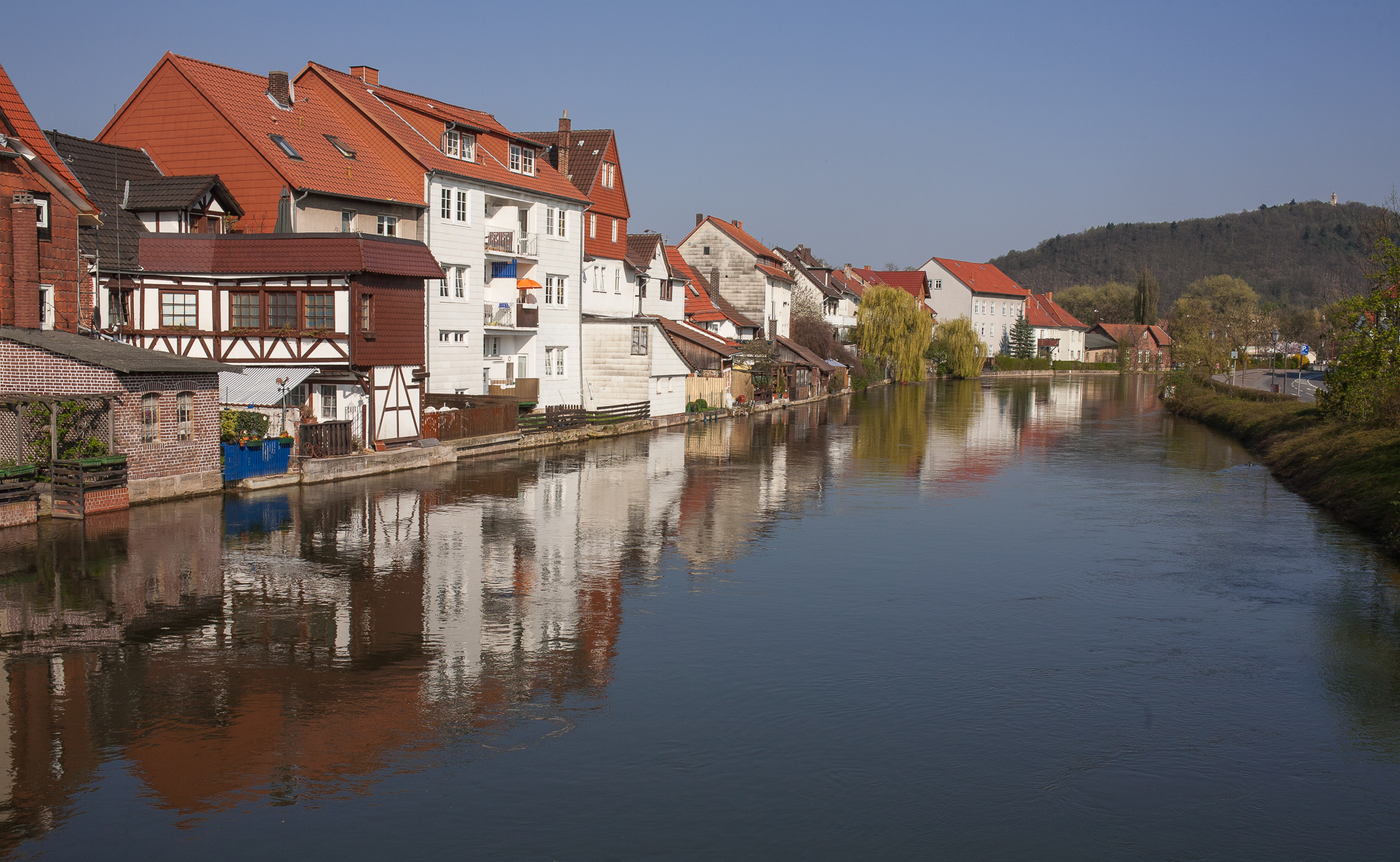
Werra, Eschwege
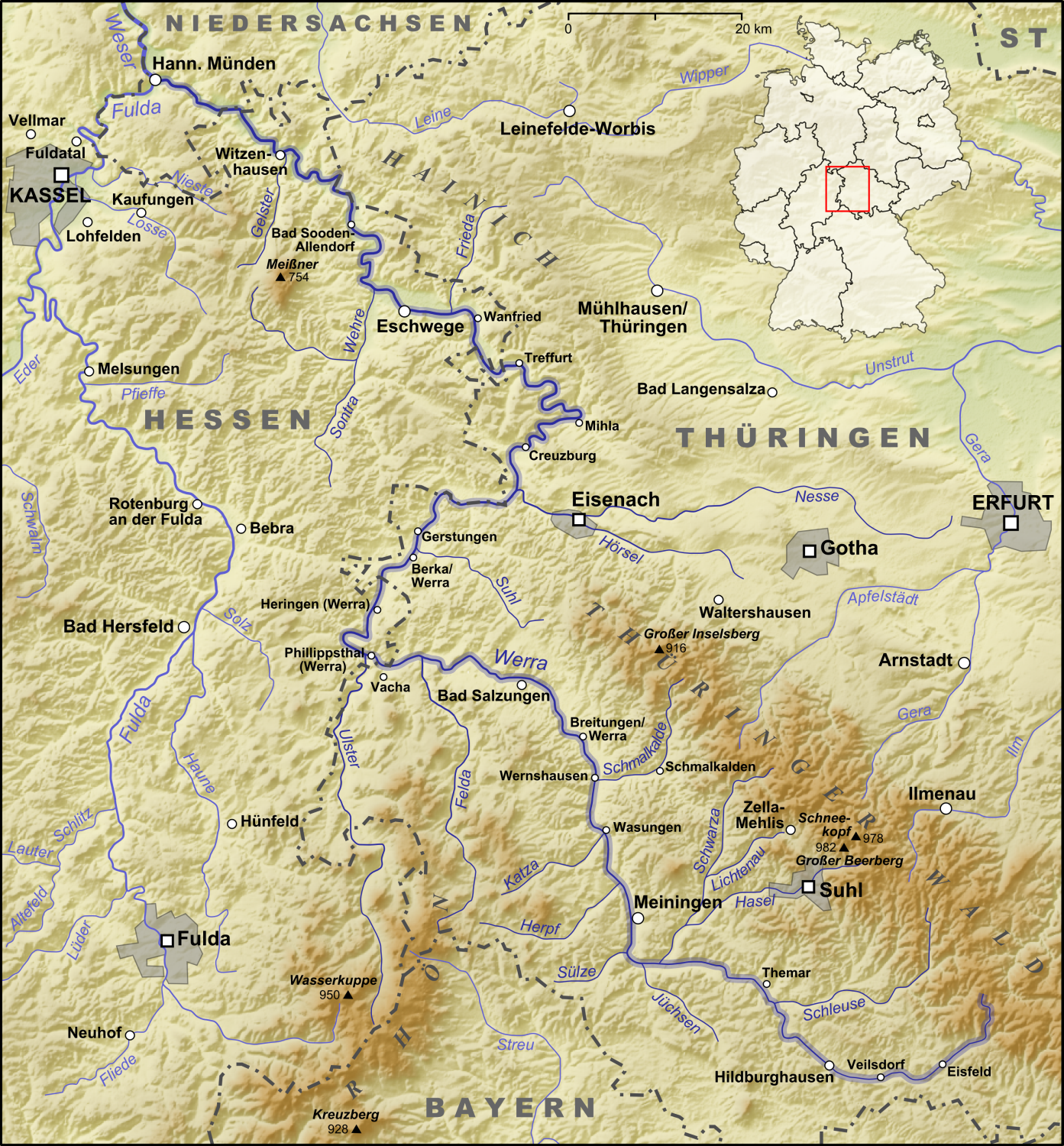
Mapa do percurso do rio Werra